# Francesca Carbone
Francesca Carbone (née le 17 juillet 1968 à Gênes) est une athlète italienne spécialiste du 400 mètres. Elle détient avec Marinella Signori, Marisa Masullo et Rossella Tarolo en 1 min 35 s 52  le record d'Italie du relais 4 x 200 mètres.

## Biographie

### Palmarès
| Date | Compétition                    | Lieu     | Résultat | Épreuve   | Performance   |
| ---- | ------------------------------ | -------- | -------- | --------- | ------------- |
| 1993 | Jeux méditerranéens            | Narbonne | 3e       | 400 m     | 53 s 78       |
| 1997 | Jeux méditerranéens            | Bari     | 1re      | 4 × 400 m | 3 min 29 s 98 |
| 1997 | Championnats du monde          | Athènes  | 8e       | 4 × 400 m | 3 min 30 s 63 |
| 1998 | Championnats d'Europe          | Budapest | 7e       | 4 × 400 m | 3 min 29 s 31 |
| 1999 | Championnats du monde          | Séville  | 8e       | 4 × 400 m | 3 min 29 s 56 |
| 2000 | Championnats d'Europe en salle | Gand     | 2e       | 4 × 400 m | 3 min 35 s 01 |
| 2001 | Jeux méditerranéens            | Tunis    | 2e       | 4 × 400 m | 3 min 38 s 90 |

### Records
| Épreuve    | Performance | Lieu    | Date         |
| ---------- | ----------- | ------- | ------------ |
| 200 mètres | 24 s 72     | Sarzana | 2 mai 1998   |
| 400 mètres | 52 s 75     | Turin   | 24 juin 1997 |